# Braçal
O braçal foi um item de armadura responsável pela proteção dos braços, na região do tríceps braquial e que possuiu diversos nomes e variações, tais como braceleira, bafurneira, bracelões dentre outras alcunhas, além de variedades ou anexos a tal ponto diferenciadas que se tornaram tipos diversos como o braçal-duplo e o avambraço. 

## Variedades e evolução
O braçal foi uma peça que compunha a armadura do braço por meio de arneses de ferro ou aço batido;  em suas formas primitivas em canos de metal variado, que eram embutidos, apertados, ou entrelaçados, em mangas de malha; em suas primeiras peças tinha, porém, o defeito de deixar exposto o cotovelo do cavaleiro, ou sangria como era conhecida tal parte do corpo à época.
Em meados do início do século XIV, o braçal ganhou importante aparato, quando foi-lhe anexado como item de armadura a cubiteira, com ou sem asas de proteção (codal), que tornava possível a mobilidade e proteção do cotovelo e sangria do braço do guerreiro.
Estipula-se que desde 1350 até cerca de 1660 o braçal tenha sido utilizado de forma completa   por atender a estas três partes de armadura: braçal, asas de proteção, e cubiteira. Todavia, nota-se historicamente que nas armaduras de torneios do século XV era por vezes utilizada uma variação dele forjada não em metal, mas composta de couro entrelaçado ou embutido de pequenos pedaços de madeira sobrepostos e até colados.